# Ernst-Bernd Blümle
Ernst-Bernd Blümle (* 6. August 1932 in Sasbach, Schwarzwald; † 1. April 2008 in Freiburg im Üechtland) war ein deutsch-schweizerischer Ökonom. Sein Bruder ist der an der Universität Freiburg im Breisgau emeritierte Wirtschaftswissenschaftler Gerold Blümle.

## Leben
Blümle studierte Wirtschaftswissenschaften an der Albert-Ludwigs-Universität Freiburg, der Johann Wolfgang Goethe-Universität Frankfurt am Main und der Universität Fribourg. Er war zunächst Assistent des Vorstandes der Nordwestschuh-Einkaufsgenossenschaft in Frankfurt am Main und wurde 1958 in Freiburg im Üechtland mit einer Arbeit über die Funktionen der genossenschaftlichen Einkaufsverbände des deutschen Schuheinzelhandels in gesamtwirtschaftlicher Betrachtung zum Dr. rer. pol. promoviert. Er war anschliessend wissenschaftlicher Assistent am Seminar für Verbands- und Genossenschaftswesen, war ein Jahr am Europäischen Institut für Betriebsführung an der INSEAD in Fontainebleau, Frankreich, sowie ein weiteres Jahr an der Harvard University in Boston, USA. Von 1961 bis 1964 war er Rektor des Genossenschaftlichen Seminars Muttenz, Schweiz, dem heutigen Coop-Bildungszentrum. 1967 habilitierte er sich.
1968 wurde Ernst-Bernd Blümle zum Außerordentlichen Professor ernannt, 1970 zum ordentlichen Professor und Ordinarius für Betriebswirtschaftslehre an der Universität Fribourg. Er war Gründer und Präsident des Instituts für Verbands- und Genossenschaftsmanagement (VMI) der Universität. Von 1977 bis 1979 war er Dekan der Rechts-, Wirtschafts- und Sozialwissenschaftlichen Fakultät. Zudem war er Präsident des Plenums der Universität. 2001 wurde er emeritiert.

## Wirken
Blümle hat mehr als 140 wissenschaftliche Aufsätze und Arbeiten publiziert, insbesondere zu Non-Profit-Organisationen. Er wurde mit der Ehrendoktorwürde der Johannes Kepler Universität Linz ausgezeichnet. 2001 erhielt er den Wissenschaftspreises der Rudolf Trauner Stiftung.
2006 wurde er mit dem Swiss Baltic Net Prize den schweizerisch-baltischen Austausch geehrt.
Blümle war Mitglied der Kommission für Wirtschaftsförderung des Kantons Freiburg und des Direktionskomitees des Schweizerischen Roten Kreuzes Freiburg. Zudem war er bis 2005 Mitglied der Wissenschaftlichen Kommission „Öffentliche Betriebswirtschaftslehre“ des Verbandes der Hochschullehrer für Betriebswirtschaft.
Ernst-Bernd Blümle war seit 1957 Mitglied der katholischen Studentenverbindungen K.St.V. Carolingia-Fribourg im Kartellverband (KV) sowie seit 1980 Ehrenmitglied der K.D.St.V.Teutonia i. Ü. im Cartellverband (CV). Des Weiteren engagierte er sich im VCU – Vereinigung Christlicher Unternehmer.

## Schriften
- Kollektive Selbsthilfe des Handwerks in der Schweiz, Forschungsinstitut f. Handwerkswirtschaft an d. Universität Frankfurt 1962
- Die Vorbereitung von Führungskräften in USA für Aufgaben im Ausland, Agenor Frankfurt 1962
- Genossenschaftswesen in der Schweiz, Dt. Genossenschaftskasse Frankfurt 1969
- Verbände, Fischer 1976, ISBN 3-437-40033-9, zusammen mit Walter Wittmann
- Probleme der Effizienzmessung bei Genossenschaften, Mohr Tübingen 1976, ISBN 3-16-338711-X
- Ehrenamt und Modernisierungsdruck in Nonprofit-Organisationen, Deutscher Universitätsverlag 1999, ISBN 3-8244-6937-5, zusammen mit Reinbert Schauer, Dieter Witt
- Nonprofit-Organisationen im Wandel, Trauner 2000, ISBN 3-85487-148-1, zusammen mit Reinbert Schauer, Dieter Witt
- Öffentliche Verwaltung und Nonprofit-Organisationen, Linde Wien 2003, ISBN 3-7073-0262-8, zusammen mit Helmut Pernsteiner, Robert Purtschert